# Unión de los Perseguidos del Régimen Nazi

La Unión de los Perseguidos del Régimen Nazi/Federación de Antifascistas (en alemán: Vereinigung der Verfolgten des Naziregimes - Bund der Antifaschistinnen und Antifaschisten, VVN-BDA) es una asociación fundada en 1947 y con sede en Berlín. El VVN-BdA, anteriormente VVN, surgió de las asociaciones de víctimas en Alemania fundadas después de la Segunda Guerra Mundial por los opositores políticos al nazismo.
Durante la Guerra Fría la VVN fue objeto de las luchas políticas entre Alemania Oriental y Occidental. En Occidente, la asociación fue vista como una organización controlada por el Partido Comunista de Alemania (KPD), mientras que en el Este, la VVN fue acusada de espionaje. Aun así, formó parte importante de la política de la RDA, obteniendo incluso 19 escaños en la Volkskammer en 1950. En 1953, la VVN fue abolida en la RDA y se fundó en su reemplazo el Comité de Resistencia Antifascista.
Desde 2002, la asociación se ha extendido por toda Alemania, incluyendo a las comunidades formadas por ex-prisioneros de campos de concentración como asociaciones incorporadas. La VVN-BdA es considerada y se autodefine la mayor organización antifascista en la República Federal de Alemania, contando actualmente con alrededor de 5800 miembros.